# 高宮村 (三重県)
高宮村（たかみやむら）は三重県安濃郡にあった村。現在の津市美里町の南東部、長野川の中流域、国道163号の沿線にあたる。

## 地理
- 河川：長野川

## 歴史
- 1889年（明治22年）4月1日 - 町村制の施行により、五百野村・足坂村・三郷村の区域をもって発足。
- 1954年（昭和29年）10月1日 - 辰水村・長野村と合併して美里村が発足。同日高宮村廃止。

## 交通

### 道路
- 伊賀街道（現・国道163号）